# Штјавњичка
Штјавњичка (слч. Štiavnička) насељено је мјесто са административним статусом сеоске општине (слч. obec) у округу Ружомберок, у Жилинском крају, Словачка Република.

## Становништво
| Година:    | 1994. | 2004.    | 2014.    | 2024.    |
| ---------- | ----- | -------- | -------- | -------- |
| Број људи: | 505   | 564      | 724      | 918      |
| Разлика:   |       | +11,68 % | +28,36 % | +26,79 % |

| Година:    | 2023. | 2024.   |
| ---------- | ----- | ------- |
| Број људи: | 901   | 918     |
| Разлика:   |       | +1,88 % |

Према подацима о броју становника из 2011. године насеље је имало 646 становника.